# إنتاج القطن في باكستان
إنتاج القطن في باكستان جزء لا يتجزأ من التنمية الاقتصادية في البلاد. تعتمد باكستان إلى حد كبير على صناعة القطن وقطاع النسيج ذي الصلة، وللمحصول مكانة رئيسة بين محاصيل البلاد. يُزرع القطن بكونه محصول صناعي في 15٪ من مساحة باكستان خلال أشهر الرياح الموسمية من مايو إلى أغسطس، والمعروفة باسم مدة الخريف، ويزرع على نطاق أصغر بين فبراير وأبريل من كل عام. سجل الإنتاج القياسي للقطن 15 مليون بالة من 470 رطل (210 كـغ) كل في شكل فوتي (القطن البذور) خلال 2014-2015، الذيسجل ارتفاعا بمقدار 11 ٪ مقارنة مع الموسم السابق (2013-2014). من ناحية الإنتاج، احتلت باكستان المرتبة الرابعة بين مزارعي القطن في العالم، اعتبارًا من 2012-2013، حيث كانت احتلت كل من الصين والهند والولايات المتحدة المراتب الثلاثة الأولى. فيما يتعلق بتصدير القطن الخام، تحتل باكستان المرتبة الثالثة، وهي الرابعة في الاستهلاك (حوالي 30 و40 في المائة من إنتاجها). وهي أكبر مصدر للقطن المغزول.

## التاريخ
عُثر على الآثار التاريخية الأولى المعروفة للقطن في مهرغاره بالقرب من مدينة كويتا، مما يجعل باكستان واحدة من المناطق الأولى لزراعة القطن في العالم. اكتُشف القطن في خيوط من خرز نحاسي في موقع دفن يعود إلى العصر الحجري الحديث (6000 ق.م.). خضعت الخيوط المعدنية إلى تحليل معدني بواسطة المجهر المنعكس الضوء ومجهر المسح الإلكتروني، وقد كشف الفحص عن كونها من القطن (جنس جوسيبيوم). أصبحت زراعة القطن أكثر انتشاراً خلال حضارة وادي السند، التي غطت أجزاء من شرق باكستان الحالية وشمال غرب الهند. تُتُبعت الأدلة الأثرية النباتية للبذور حتى عام 5000 قبل الميلاد في مهرجاره، رغم أنه ليس من الواضح ما إذا كانت تنتمي إلى صنف بري أو مزروع. يعود استخدام الأقمشة القطنية في مدينتي وادي إندوس في موهينجو دارو وهارابا إلى 2500 قبل الميلاد. وقد سُجلت حبوب اللقاح في بالاكوت. في هارابا (مدة هارابان الثانية بين 2500-2000 قبل الميلاد)، تم العثور على أدلة على شكل خيوط القطن مرتبطة بمقبض مرآة، في موقع يعود تاريخه إلى العصور القديمة في موقع دفن للإناث، وكذلك حول شفرة حلاقة من النحاس. وهناك أيضا الكثير غيرها من الأدلة على تاريخية القطن في باكستان بشكل أو بآخر، مثل الخبازية (النباتات المزهرة) نوع حبوب اللقاح، على غرار الكرسف في بالاكوت (الناضجة فترة الهاربان، 2500-2000 قبل الميلاد). كما البذور في باناولي (الناضجة الهاربان، 2200-1900 قبل الميلاد)، ساناغول (أواخر الهاربان، 1900-1400 قبل الميلاد)، (2,000-1,700 قبل الميلاد)، وجوراخبور (1300-800 قبل الميلاد)؛ كألياف في الفخار المتأخر ذو اللون المغار في (1200–700 قبل الميلاد)؛ وفي هالور بذورا وشظايا من العصر الحديدي المبكر (950-900 قبل الميلاد).

## مناطق زراعة
يعتبر القطن بشكل نقي محصولا من ألياف السليلوز، وهو أحد المحاصيل الأربعة الرئيسية في البلاد، ويعرف بالسمات الشعبية «القطن الملك» و«الذهب الأبيض». وهي تشكل المدخلات الأساسية لصناعة الغزل والنسيج في باكستان.
القطن جزء لا يتجزأ من الاقتصاد باكستان. وفقًا لتحليل في تقرير وزارة الزراعة الأمريكية للخدمات الخارجية لعام 2015، يتم زراعته كمحصول صناعي في 15٪ من أراضي الدولة. ويزرع خلال أشهر الرياح الموسمية من مايو إلى أغسطس، والمعروفة باسم فترة الشريف. ويزرع أيضًا على نطاق أصغر بين فبراير وأبريل.
يزرع القطن في الغالب في مقاطعتي البنجاب والسند، حيث تمثل الأولى 79٪ والأخيرة 20٪ من أراضي زراعة القطن في البلاد. ويزرع أيضًا في مقاطعتي خيبر باختون خواه (KPK) وبلوشستان. تم الإبلاغ عن إجمالي مساحة الأراضي المزروعة بالقطن على 2,950,000 هكتار (7,300,000 أكر) خلال موسم النمو 2014-2015. بشكل عام، يشكل صغار المزارعين الذين لديهم حيازة أراضي تقل 5 هكتار (12 أكر) عن 5 هكتار (12 أكر) أكبر مجموعة من المزارعين؛  المزارعون الذين يمتلكون أقل من 2 هكتار (4.9 أكر) يمثلون 50٪ من المزارع. تشكل الأراضي المزروعة 25 هكتار (62 أكر) تحت زراعة القطن أقل من 2٪ من المزارع. وفقًا لتقديرات عام 2013، كان هناك 1.6 مليون مزارع (من إجمالي 5 ملايين في جميع القطاعات) يعملون في زراعة القطن، حيث ينموون أكثر من 3 ملايين هكتار.

## أصناف
اعتمد المزارعون على نطاق واسع قطن (Bt) منذ أول تجربة له في مقاطعة السند عام 2002. يتم استخدامه الآن في 95 ٪ من المنطقة. وافق مجلس البذور في البنجاب على استخدام 18 نوعا من القطن غير Bt لأغراض الزراعة. هذه هي: BT 12 أصناف FH-114، CIM-598، SITARA-009، A-one، BH-167، MIAD-852، CIM-573، SLH-317، TARZAN-1، NS-141، IR-NIBGE- 3، MNH-886، وستة أصناف غير BT: NIBGE −115، FH-941، FH-942، IR-1524، Ali Akbar-802 وNEELAM-121. في مقاطعة السند، تزرع أنواع من القطن المحلية في حوالي 40٪ من المنطقة. يتم زرعها بشكل عام من أبريل إلى يوليو، ويتم حصادها خلال شهري أغسطس وديسمبر.

## إنتاج
القطن بمثابة قاعدة للقطاع الصناعي في البلاد. شهد إنتاج القطن مستوى قياسيا بلغ 15 مليون بالة لكل منها 470 رطلاً في شكل فوتي (قطن البذور) خلال 2014-2015 ؛ كانت هذه زيادة بنسبة 11 ٪ مقارنة بالموسم السابق (2013-14). كان نموها الهائل من 1.38 مليون بالة في عام 1961 إلى 11.138 مليون بالة في عام 2014، مع الأرقام التقديرية 2014-2015 تظهر زيادة أخرى إلى 15 مليون بالة. بين 1980-1981 و1991-1991، كان نمو الإنتاج سريعًا، حيث ارتفع الإنتاج من 0.70 مليون إلى 2.2 مليون طن، والذي كان يُطلق عليه «السنة السحرية» لصناعة القطن في باكستان. ويعزى ذلك إلى تحسين تدابير مكافحة الآفات، واستخدام أنواع البذور المحسنة وزيادة استخدام الأسمدة. تم دمج صناعات القطن والمنسوجات وتمثل 1,000 من الجنيرات و425 من مصانع النسيج و300 من كسارات بذرة القطن وتكرير الزيوت. تم تطوير هجين القطن، الذي تم إنشاؤه عن طريق عبور جين Bt إلى الأصناف التقليدية، بواسطة شركات محلية تتعامل مع البذور. في مقاطعة السند، يزرع القطن في أكثر من مليون فدان في مناطق بينازيراباد وحيدر أباد وجامشورو وميربور خاس ونوشيرو فيروز وسانجار وبادن وسوكار وغوتكي وتارباركار وثاتا وعمر كوت.
من حيث الإنتاج، تحتل باكستان المرتبة الرابعة بين مزارعي القطن في العالم؛ الثلاثة الأولى هي الصين والهند والولايات المتحدة، بهذا الترتيب  يحتل القطن الخام الذي تم تصديره من باكستان المركز الثالث في العالم وفقًا لسجلات 2012-13. من ناحية الاستهلاك، تحتل باكستان المركز الرابع (حوالي 30 و40 في المائة من إنتاجه). وهي أكبر مصدر للغزل القطن.
القطن المنتج داخل البلاد من المواد الغذائية الأساسية. وبالتالي يتم استيراد القطن طويل التيلة لإنتاج الأقمشة ذات الجودة للتصدير. قطن التيلة المتوسطة، يُطلق عليه أيضًا قطن التيلة المتوسطة المعياري، هو نوع من قطن الأراضي الأمريكية المرتفعة، يتراوح طولها بين 1.3–3.3 سنتيمتر (0.51–1.30 بوصة) . القطن طويل التيلة يحتوي على ألياف أطول نسبيًا، غالي الثمن ويستخدم في الغالب في صناعة الأقمشة الدقيقة والغزول والجوارب. تعتمد التنمية الاقتصادية للبلاد إلى حد كبير على صناعة القطن وقطاع النسيج ذي الصلة، وقد أعطى هذا وضعًا رئيسيًا للقطن في البلاد. بصرف النظر عن استخدامها في المنسوجات في شكل القطن والخيوط والغزول والقماش والملابس، وتستخدم بذورها لاستخراج الزيت.

## الأمراض
تؤثر الأوبئة والآفات على غلة أنواع القطن Bt. فيروس أوراق الشجر القطني، وهو فيروس مُمرض للنباتات من عائلة الأوبئة التوأمية، يوقف نمو النبات مما يؤثر بشكل خطير على الغلة. آفات مثل الذبابة البيضاء والبق الدقيقي والمن والدودة الوردية تصيب النباتات مما يقلل الغلة.

## صادرات
تم تصدير 474,091 بالة من 470 رطل لكل منها خلال موسم 2014-15، بزيادة قدرها 382,006 بالة في 2014-2015. تلعب صناعات القطن والنسيج دوراً مهيمناً في الصادرات؛  يمثل القطن 55٪ من عائدات التصدير للبلاد، وباكستان تمتلك 14٪ من صادرات القماش في العالم. منح الاتحاد الأوروبي (EU) نظام الأفضليات المعمم "Plus" إلى باكستان في عام 2013، مما عزز صادرات المنسوجات إلى الاتحاد الأوروبي.

## إطار قانوني
على الرغم من أن النظام التنظيمي للسلامة الحيوية كان جزءًا من التعديل الثامن عشر للدستور الباكستاني الذي «نقل» العديد من الوظائف إلى المقاطعات، فإن النظام لا يزال غير واضح فيما يتعلق بالمنظمين الذين يمكنهم الإشراف على الموافقة على تكنولوجيات البذور الجديدة. في هذا السياق، فإن القوانين التنظيمية الثلاثة التي تخضع لمرحلة الموافقة هي قانون حقوق مستولدي النباتات، وتعديلات قانون البذور لعام 1976، وقانون السلامة البيولوجية. وفقًا لتقرير وزارة الزراعة الأمريكية الصادر عن الخدمة الزراعية الخارجية لعام 2015، يعد إقرار هذه القوانين أمرًا بالغ الأهمية لإدخال أحداث جديدة في مجال التكنولوجيا الحيوية.